# Ceica
Ceica – wieś w Rumunii, w okręgu Bihor, w gminie Ceica. W 2011 roku liczyła 901 mieszkańców.